# Допуск (техніка)
До́пуск (англ. size tolerance) — різниця між найбільшим і найменшим граничними значеннями (розмірів, масової частки, маси), задається на геометричні розміри деталей, механічні, фізичні і хімічні властивості. Призначається (обирається) виходячи з технологічної точності або вимог до виробу (продукту). Будь-яке значення параметра, котре опиняється в заданому інтервалі, є припустимим.

## Допуск у машинобудуванні

### Допуск розміру

Основні поняття системи допусків і посадок

Допуск розміру характеризує розсіювання дійсних розмірів в межах від найбільшого до найменшого гранично допустимих розмірів, фізично визначає величину офіційно дозволеної похибки дійсного розміру елемента деталі в процесі його виготовлення. Допуск розміру завжди додатна величина і регламентується системою допусків і посадок. 

#### Позначення
Допуск IT = International tolerance;
Верхнє і нижнє відхилення: ES = Ecart Superieur, EI = Ecart Interieur.
Для отворів — великі букви (ES, D), для валів — малі (es, d).

#### Основні визначення
- Розмір — числове значення лінійної величини (діаметра, довжини тощо) у вибраних одиницях вимірювання[1][2].
  - Номінальний розмір — розмір, відносно якого визначаються граничні розміри і який застосовується для відліку відхилень[3]. Номінальні розміри обирають під час конструювання на основі розрахунків або за конструктивними міркуваннями і проставляють на кресленні деталі або з’єднання деталей. Номінальні розміри після розрахунків округлюють до найближчого з рядів нормальних лінійних розмірів згідно з ГОСТ 6636-69 [4], реалізованих на основі рядів переважних чисел.
  - Дійсний розмір — розмір елемента, встановлений вимірюванням[1].
  - Граничні розміри — Два граничні припустимі розміри елемента, між якими повинен знаходитись (або яким може дорівнювати) дійсний розмір[1]. На кресленні деталі або з’єднанні проставляють номінальні розміри, а кожний з двох граничних розмірів визначають за його відхиленням від номінального.
- Відхилення (відхил[2]) — алгебрична різниця між розміром (дійсним або граничним) і відповідним номінальним розміром[1].
  - Дійсне відхилення (відхил[2]) — алгебрична різниця між дійсним і відповідним номінальним розмірами[1].
  - Граничне відхилення (відхил[2]) — алгебрична різниця між граничним і відповідним номінальним розмірами. Розрізняють верхнє та нижнє граничні відхилення[1]
    - Верхнє відхилення (відхил[2]) ES, es — алгебрична різниця між найбільшим граничним і відповідним номінальним розмірами[1].
    - Нижнє відхилення (відхил[2]) EI, ei — алгебрична різниця між найменшим граничним і відповідним номінальним розмірами[1].

  - Основне відхилення (відхил) — одне з двох граничних відхилень (верхнє чи нижнє), що визначає положення поля допуску відносно нульової лінії. В цій системі допусків та посадок основним є відхилення, найближче до нульової лінії[1].
- Нульова лінія — лінія, що відповідає номінальному розміру, від якої відкладаються відхилення розмірів у разі графічного зображення полів допусків та посадок. Якщо нульова лінія розташована горизонтально, то додатні відхилення відкладаються вгору від неї, а від'ємні — вниз[1].
- Стандартний допуск ІТ — будь-який з допусків, що встановлюється системою допусків та посадок[1].
- Поле допуску — поле, обмежене найбільшим і найменшим граничними розмірами, яке визначається величиною допуску і його положенням відносно номінального розміру. У разі графічного зображення поле допуску міститься між двома лініями, що відповідають верхньому та нижньому відхиленням відносно нульової лінії[1].
- Квалітет (міра точності) — сукупність допусків, що розглядаються як відповідні одному рівню точності для всіх номінальних розмірів[1].
- Одиниця допуску i, I — множник у формулах допусків, що є функцією номінального розміру та який служить для визначення числового значення допуску[1].
- Вал — термін, що умовно застосовується для позначення зовнішніх елементів деталей, включаючи і нециліндричні елементи[1].
- Отвір — термін, що умовно застосовується для позначення внутрішніх елементів деталей, включаючи і нециліндричні елементи[1].
- Посадка — характер з'єднання двох деталей, визначений різницею їх розмірів до складання[1].

#### Квалітет
Величина допуску визначається квалітетом і розміром. Квалітет є мірою точності. Зі збільшенням квалітету точність зменшується (допуск зростає).
- Допуск за квалітетом позначається буквами IT із вказанням номера квалітету, напр. IT8 — допуск за 8 квалітетом.
  - Квалітети від 01 до 4-го застосовуються для визначення точності виготовлення калібрів, і контркалібрів.
  - Квалітети від 5-го до 12-го застосовують для виготовлення деталей, що утворюють з'єднання.
  - Квалітети від 13-го до 18-го застосовують для задання параметрів елементів деталей, котрі не беруть участь у з'єднаннях і не справляють на них визначального впливу.

Основна залежність задання допусків розмірів:
IT, мкм = K * i,
де K — квалітет (число одиниць допуску), i — одиниця допуску, мкм.
На діаметри від 1 до 500 мм одиниця допуску функціонально зв'язана з номінальним розміром залежністю {\displaystyle i=0,45{\sqrt[{3}]{D}}+0,001D}, мкм.
Абсолютна величина допуску (в мікронах) залежно від квалітету і розміру :
| Розмір, мм | Допуск, мкм для квалітету | Допуск, мкм для квалітету | Допуск, мкм для квалітету | Допуск, мкм для квалітету | Допуск, мкм для квалітету | Допуск, мкм для квалітету | Допуск, мкм для квалітету | Допуск, мкм для квалітету | Допуск, мкм для квалітету | Допуск, мкм для квалітету | Допуск, мкм для квалітету | Допуск, мкм для квалітету | Допуск, мкм для квалітету | Допуск, мкм для квалітету | Допуск, мкм для квалітету | Допуск, мкм для квалітету | Допуск, мкм для квалітету | Допуск, мкм для квалітету | Допуск, мкм для квалітету |
| Розмір, мм | 01                        | 0                         | 1                         | 2                         | 3                         | 4                         | 5                         | 6                         | 7                         | 8                         | 9                         | 10                        | 11                        | 12                        | 13                        | 14                        | 15                        | 16                        | 17                        |
| ---------- | ------------------------- | ------------------------- | ------------------------- | ------------------------- | ------------------------- | ------------------------- | ------------------------- | ------------------------- | ------------------------- | ------------------------- | ------------------------- | ------------------------- | ------------------------- | ------------------------- | ------------------------- | ------------------------- | ------------------------- | ------------------------- | ------------------------- |
| До 3       | 0,3                       | 0,5                       | 0,8                       | 1,2                       | 2                         | 3                         | 4                         | 6                         | 10                        | 14                        | 25                        | 40                        | 60                        | 100                       | 140                       | 250                       | 400                       | 600                       | 1000                      |
| 3—6        | 0,4                       | 0,6                       | 1                         | 1,5                       | 2,5                       | 4                         | 5                         | 8                         | 12                        | 18                        | 30                        | 48                        | 75                        | 120                       | 180                       | 300                       | 480                       | 750                       | 1200                      |
| 6—10       | 0,4                       | 0,6                       | 1                         | 1,5                       | 2,5                       | 4                         | 6                         | 9                         | 15                        | 22                        | 36                        | 58                        | 90                        | 150                       | 220                       | 360                       | 580                       | 900                       | 1500                      |
| 10—18      | 0,5                       | 0,8                       | 1,2                       | 2                         | 3                         | 5                         | 8                         | 11                        | 18                        | 27                        | 43                        | 70                        | 110                       | 180                       | 270                       | 430                       | 700                       | 1100                      | 1800                      |
| 18—30      | 0,6                       | 1                         | 1,5                       | 2,5                       | 4                         | 6                         | 9                         | 12                        | 21                        | 33                        | 52                        | 84                        | 130                       | 210                       | 330                       | 520                       | 840                       | 1300                      | 2100                      |
| 30—50      | 0,6                       | 1                         | 1,5                       | 2,5                       | 4                         | 7                         | 11                        | 16                        | 25                        | 39                        | 62                        | 100                       | 160                       | 250                       | 390                       | 620                       | 1000                      | 1600                      | 2500                      |
| 50—80      | 0,8                       | 1,5                       | 2                         | 3                         | 5                         | 8                         | 13                        | 19                        | 30                        | 46                        | 74                        | 120                       | 190                       | 300                       | 460                       | 740                       | 1200                      | 1900                      | 3000                      |
| 80—120     | 1                         | 1,5                       | 2,5                       | 4                         | 6                         | 10                        | 15                        | 22                        | 35                        | 54                        | 87                        | 140                       | 220                       | 350                       | 540                       | 870                       | 1400                      | 2200                      | 3500                      |
| 120—180    | 1,2                       | 2                         | 3,5                       | 5                         | 8                         | 12                        | 18                        | 25                        | 40                        | 63                        | 100                       | 160                       | 250                       | 400                       | 630                       | 1000                      | 1600                      | 2500                      | 4000                      |
| 180—250    | 2                         | 3                         | 4,5                       | 7                         | 10                        | 14                        | 20                        | 29                        | 46                        | 72                        | 115                       | 185                       | 290                       | 460                       | 720                       | 1150                      | 1850                      | 2900                      | 4600                      |
| 250—315    | 2,5                       | 4                         | 6                         | 8                         | 12                        | 16                        | 23                        | 32                        | 52                        | 81                        | 130                       | 210                       | 320                       | 520                       | 810                       | 1300                      | 2100                      | 3200                      | 5200                      |
| 315—400    | 3                         | 5                         | 7                         | 9                         | 13                        | 18                        | 25                        | 36                        | 57                        | 89                        | 140                       | 230                       | 360                       | 570                       | 890                       | 1400                      | 2300                      | 3600                      | 5700                      |
| 400—500    | 4                         | 6                         | 8                         | 10                        | 15                        | 20                        | 27                        | 40                        | 63                        | 97                        | 155                       | 250                       | 400                       | 630                       | 970                       | 1550                      | 2500                      | 4000                      | 6300                      |

Аналогічні значення регламентуються стандартом на допуски і посадки (Limits and Fits) ISO 286-1:1988 .

### Допуск форми і розташування поверхонь
Відхилення, або похибки, форми і розташування поверхонь істотно впливають на параметри роботи механізмів, найважливішими з яких є точність і довговічність. Головна відмінність таких відхилень від похибок розмірів полягає у тому, що останні (якщо відсутні відхилення форми і розташування поверхонь) можна компенсувати регулюванням в процесі складання або застосуванням рухомих чи нерухомих компенсаторів. Тому, одночасно із системою допусків і посадок для з'єднань по гладких поверхнях введені і стандарти на допуски форми і розташування поверхонь.
Допуск форми (англ. tolerance of form) — найбільше допустиме значення відхилення форми.
Під відхиленням (похибкою) форми (англ. form deviation) розуміють невідповідність між формою реальної поверхні або профілю, одержаної при обробці (виготовленні), і теоретичною (номінальною) формою поверхні або профілю, що задана в кресленні, яка оцінюється найбільшою відстанню від точок реального елемента по нормалі до прилеглого елемента.
Допуск розташування (англ. tolerance of position) — границя, що обмежує допустиме значення відхилення розташування поверхонь деталей.
Відхилення взаємного розташування поверхонь найчастіше оцінюють такими параметрами, як відхилення від перпендикулярності, паралельності, співвісності, торцеве биття, радіальне биття тощо.